# Castello di Crotone

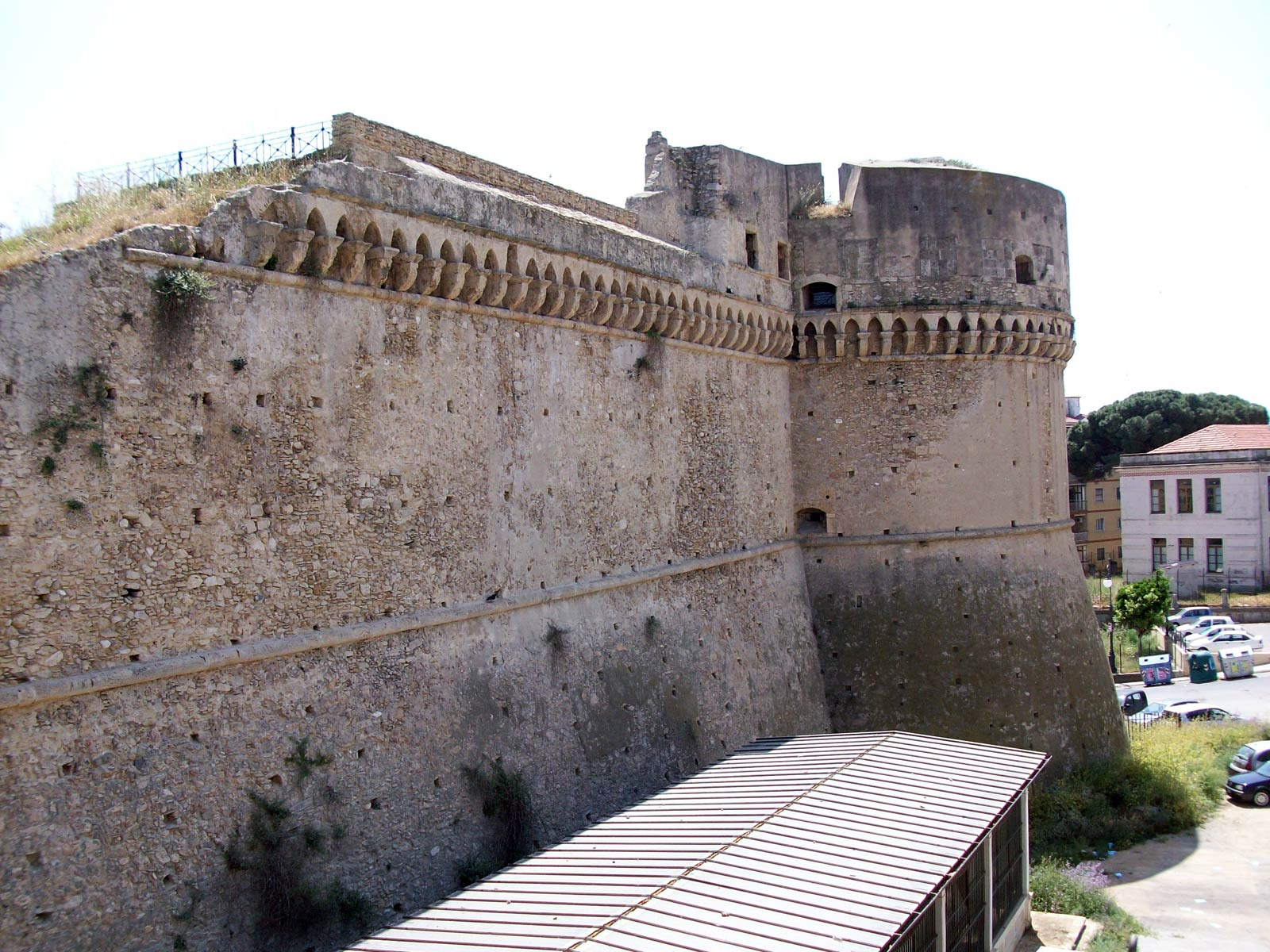
Castello di Crotone

Das Castello di Crotone, auch Castello di Carlo V, ist eine Festung aus dem 9. Jahrhundert im historischen Zentrum von Crotone in der italienischen Region Kalabrien. Sie liegt an der Piazza Castello, 33. Heute gehört sie der Republik Italien und wird von der Soprintendenza per i Beni Archeologici della Calabria betreut.

## Geschichte
Die um 840 zur Verteidigung der Stadt gegen die Raubzüge der Sarazenen erbaute Anlage ließ Kaiser Karl V. 1541 grundlegend umbauen. Sie hat einen polygonalen Grundriss und zwei Türme: Einen massigeren namens „Adjudantenturm“ und den anderen namens „Kommandantenturm“. Heute sind in der Burg eine Abteilung des Stadtmuseums von Crotone und die Bibliothek Amando Lucifero untergebracht.
Die Anlage entstand als rudimentäre Festung auf der alten griechischen Akropolis, um das Territorium gegen fremde Eroberungen zu verteidigen. Die kleine Burg (Arx auf Lateinisch) überragte zum einen Teil das Meer und zum anderen das Umland und lag an einem Ort, der von der Natur verteidigt wurde, weil er von Klippen umgeben war.
Der erste, dem es gelang, sie mit einer List einzunehmen, war Dionysios der Ältere, Tyrann von Syrakus, in den Jahren 380–378 v. Chr. im Krieg zwischen Syrakus und Crotone (Dionysios von Halikarnassos, Excerpta, XX, 7). Später wurde sie mit einer Mauer umgeben.

### Die kaiserliche Burg in staufischer Zeit

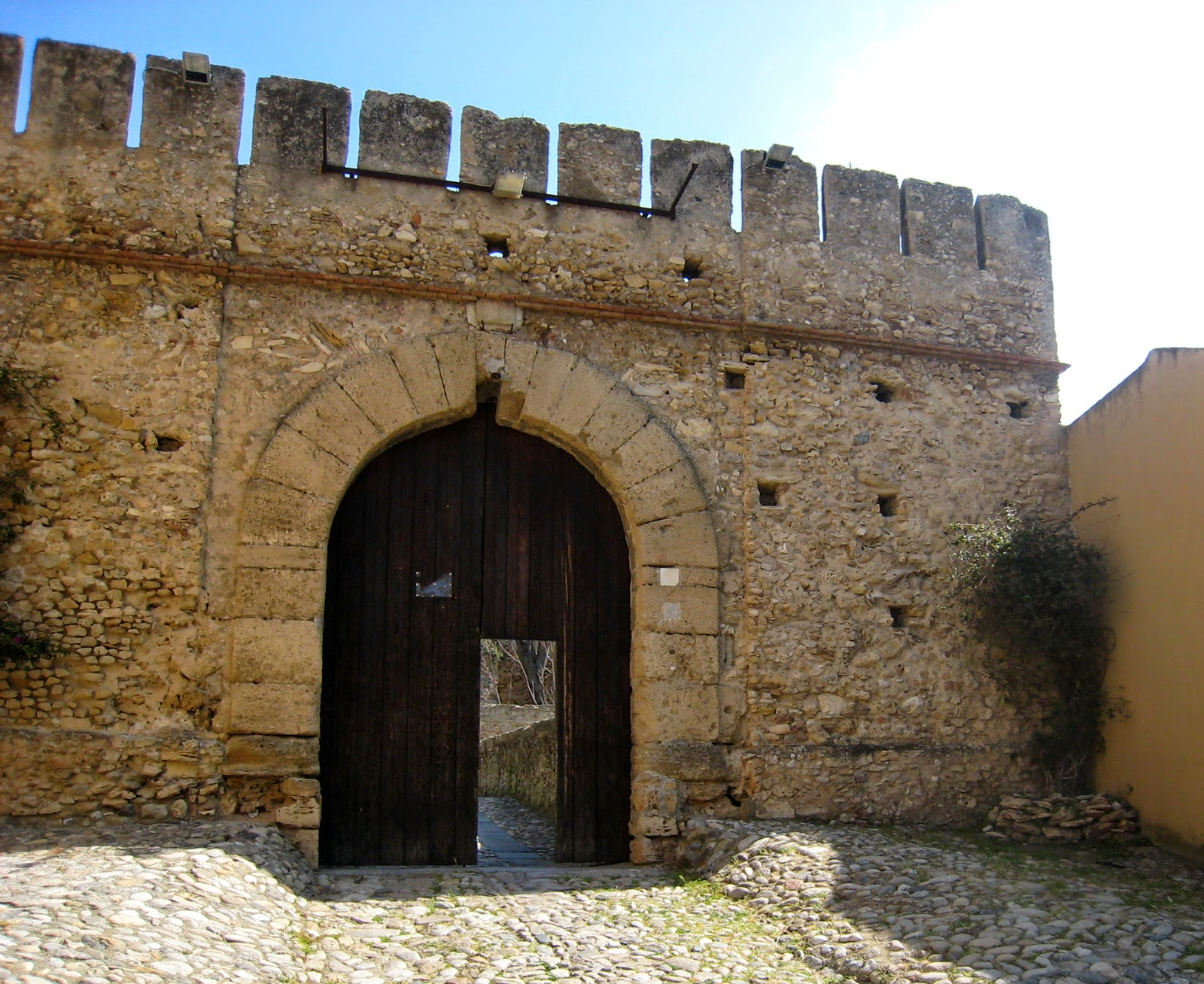
Eingang zur Burg

Das Castello di Crotone taucht zum ersten Mal in einem Dokument von 1192 auf. Die neue Burg, die vergleichbar mit der von Santa Severina war, erscheint unter den Burgen, die von den Funktionären der kaiserlichen Kurie verwaltet wurden, wo Kastellane und Garnisonen von Soldaten des Kaisers residierten.
Ende des 13. Jahrhunderts, während der Einnahme durch das Haus Anjou, bestand die Garnison aus 15 Bediensteten unter einem Kastellan im Namen des Königs. Die Truppe und die Kastellane, die aufeinander folgten, waren direkt dem königlichen Befehl unterstellt und bestanden aus Fremden.
Wie bereits die unterschiedliche Bezeichnung beweist, handelte es sich um eine Anlage, die sich von den Burgen unterschied, die den vorhergehenden Zeitabschnitt kennzeichneten. In der fraglichen Phase tauchten komplexere Konstruktionen mit hohen Mauern, verstärkt durch Türme mit quadratischem oder polygonalem Grundriss, auf, versehen mit Schießscharten für Flankenschüsse der Armbrustschützen und hölzernen Terrassen für die „Führung der Verteidigung“. In dieser Logik finden wir das „Castrum Cutroni“, das, errichtet in einer neuen Lage gegenüber der Stadt, entschieden seine offensive Rolle gegenüber letzterer betont.

### Das Zeitalter des Hauses von Anjou
Auf Befehl von König Karl I. von Anjou mussten einige Lehensnehmer zwischen 1270 und 1271 die Reparatur der Türme der Burg übernehmen, die mit den Namen Mamunela, Barbacana, Triangula, Thesauro, Turricella und Turris „Ante Hostium“ belegt waren. 1284 wurden die Ruffos zu Kastellanen ernannt.

### Die Burg am Ende des Mittelalters
In der zweiten Hälfte des 14. Jahrhunderts wurden die Feuerwaffen, die bereits in der ersten Hälfte dieses Jahrhunderts angewandt wurden, allgemein von den Truppen und in Städten und Burgen genutzt. So begann ein neues Zeitalter, das fortschreitend zum Umbau der mittelalterlichen Befestigungen führte, die ausreichend sein würden, wobei sie durch den Einsatz der neuen Waffen immer regelmäßigere Formen annahmen.
1456, 12 Jahre nach der Belagerung von Crotone durch Alfons V. von Aragón (im Rahmen von Streitigkeiten, die in Zusammenhang mit Antonio Centelles aufgetreten waren), wurde der Stadtbevölkerung gestattet, die Erlöse aus den Steuernachzahlungen für die Reparatur der Burgmauern zu verwenden.
1480 ereignete sich etwas, das König Ferdinand I. geradezu dazu verpflichtete, die Befestigung der ausgesetztesten Orte an der See von Kalabrien zu befehlen: Die Einnahme, die Brandschatzung und die Plünderung von Otranto (11. August 1480) durch die türkischen Truppen von Mehmed II. Dies war der Fall beim Castello di Crotone, an dem zwischen dem Ende des 15. und der ersten Hälfte des 16. Jahrhunderts, in der Herrschaftszeit des Hauses Aragón, die Anbringung der erforderlichen Verbesserungen vorgesehen wurde, wie die Karten aus dem 16. Jahrhundert und einige, noch erhaltene Anlagen zeigen, und, wie es ausführlich in dokumentarischen Quellen beschrieben wird. Die „Fabrica de Crotone“ (dt.: Werk von Crotone) begann 1484.
Die Arbeiten, die ein weiteres Jahrhundert andauerten, veränderten grundlegend den Aufbau der Burg, die von einer fünfeckigen Anlage mit fünf Türmen zu einer Anlage mit quadratischem Grundriss wurde.
In dieser Phase wurde die Burg mit neuen Türmen mit runder Basis bestückt, von denen heute die „Turri delo casi cavallo“ (dt.: Türme mit Pferdekästen) erhalten geblieben sind, die ihren Dimensionen und Eigenschaften nach einem anderen entsprachen, der damals vollständig verschwunden war: Der „Marchisana“, deren Toponym aus der Zeit der Herrschaft der Markgrafen von Crotone (1390–1444) übriggeblieben war. Außer dem Torre di Casicavallo, in dessen Nähe, allerdings durch spätere Eingriffe verstärkt, ein Stück Kurtine auf diese Zeit überkommen war, existierten: Die „Turri Muza delo castello detta“ (dt.: der Turm Muza der besagten Burg), der namens „Santa Maria“ und der von „San Georgi“. Die Reste des Erstgenannten verblieben an der Basis der Kurtine aus dem 16. Jahrhundert (genannt „de lo critazo“ (dt.: kritisch)), die zum Hafen hin zeigt, wogegen der Zweitgenannte, der teilweise ruiniert war, in die Böschungen, die beim Bau der neuen „Ribellini“ (dt.: Ravelins) Ende des 15. Jahrhunderts geschaffen wurden, integriert wurde. Der „Torre di Santa Maria“ wurde dank der Ausgrabungen im Jahre 2010 durch die Soprintendenza per i Beni Archeologici della Calabria ans Licht gebracht.
Die Anpassungen waren dafür konzipiert, besseren Schutz vor den neuen Waffen zu bieten, aber bei Beginn des Vizekönigtums machten unvermeidliche strategische und Defensivbedürfnisse ihre Erweiterung und Neuausrichtung nötig.

### Der Umbau in der Zeit des Vizekönigtums
In ebendieser Zeit war die ionische Küste Ziel wiederholter Raubzüge und Angriffe der Türken. Kaiser Karl V. ordnete 1541, als Pedro Álvarez de Toledo Vizekönig von Neapel war, an, die Verteidigungsanlagen der Stadt und des Castello di Crotone nach dem neuen Stand des Festungsbaus umzubauen. Diese Arbeiten sollten bemerkenswerte wirtschaftliche Auswirkungen auf den Bezirk Crotone haben, weil das Territorium sowohl die Primärmaterialien für den Bau als auch die benötigte Handwerkskunst liefern konnte. Stattdessen wurden neue, belastende Steuern für ganz Kalabrien eingeführt. Die Arbeiten zogen sich über die gesamte zweite Hälfte des 16. Jahrhunderts hin und das eingesetzte Personal überstieg 1000 Mann.
Die Arbeiten, die zur heutigen Anlage führten, wurden vom italienischen Architekten Gian Giacomo dell’Acaja projektiert, der eine der mächtigsten militärischen Festungen Italiens schuf; nach zehn Jahren wurden sie unter der Aufsicht des Barons della Caya, „designator et reviditor de tutte le Regie fabriche del presente Regno di Neapoli“ (dt.: Konstrukteur und Revisor aller Bauarbeiten des derzeitigen Königreichs Neapel), von Alfonso Brefeygna, königlicher Generalkommissar für die Bauarbeiten in der Stadt und am Castello di Crotone, und vom Baumeister Jacopo de Amato de Cotrone, „substituto per lo barone dela Caya“ (dt.: Vertreter des Barons dela Caya), fortgeführt.

„Das große Verteidigungswerk belebte den örtlichen Handel. Crotone erlangte im Laufe weniger Jahre durch das eingeleitete Projekt, das der Großartigkeit der aufgewendeten Arbeit angemessen war, den Ruf und die Struktur einer Großstadt. Es wurden zahlreiche Handwerks- und Handelsbetriebe gegründet, um den immer größer werdenden Bedarf an Baumaterialien zu befriedigen. Mit den Jahren änderte sich auch die wirtschaftliche, soziale und städtische Struktur der Stadt und des Bezirks. (...) Es ist aber auch nicht zu bestreiten, dass dieses große Verteidigungswerk, das zum Schutz des ionischen Kalabriens erbaut wurde, das Vertrauen und die Ruhe in all den Gemeinden des Bezirks Crotone wiederherstellte, die ohne militärische Verteidigung Arbeitskräften, vor dem Bau dieser großartigen Kriegsmaschinerie Geld und Material eingesetzt hatten. Die spanische Regierung des Vizekönigreiches schrieb Crotone über ein halbes Jahrhundert lang eine außerordentliche Rolle in der Verteidigung zu und machte es zur bedeutendsten und sichersten Festung Kalabriens.“

Die Burg beherbergte die Soldaten, die Kirche San Dionisio (1601), die neue Kirche und die Kirche San Carlo (1859), die Wohnung des Kastellans, die Artilleriemagazine, eine Kaserne für die Frauen und ein Gefängnis namens „La Serpe“ (dt.: Die Schlange).
Man gelangte von der heutigen Piazza Castello über eine Brücke in die Burg, die teilweise fest und aus Mauerziegeln war und teilweise als Zugbrücke in Holz ausgeführt war. Das Haupteingangstor war in einen Turm in Form eines Pyramidenstumpfes eingesetzt, der die westliche Kurtine zwischen den beiden Eingangstürmen, der Brücke und dem Burggraben dominierte. Im Graben wurde nach einer Untersuchung der Soprintendenza per i Beni Archeologici della Calabria im Jahre 2011 das Fundament des rechteckigen, großen Turms „Della Manovella“ (dt.: der Kurbel) ans Licht gebracht, über den die Zugbrücke geöffnet wurde.
Das Bollwerk „San Giacomo“ war ein bedeutendes Bauwerk, weil es den umgebenden Hafen und die Schiffsanlegestelle dominierte. Es diente den Truppen als Unterschlupf und trug das Hauptleuchtfeuer des Hafens. 1895 wurde es teilweise abgerissen und die Steine wurden als Baumaterial für andere Gebäude verwendet. Im Inneren des verbleibenden Bollwerks gibt es eine Treppe, die zur „Porta del Soccorso“ (dt.: Wassertor) zu Füßen des Bollwerks führte. Die östliche Kurtine („De lo Critazzo“ genannt) zwischen dem Bollwerk „San Giacomo“ und dem Bollwerk „Santa Caterina“ schließt die Reste des Turms „Santa Maria“ ein, die von der älteren Burg des Mittelalters erhalten sind.
Der „Adjutanten“turm, der dem „Kommandanten“turm gleicht, diente als Unterkunft für die Offiziere. Der „Marchesana“turm, ein Rundturm mit vier Kanonen, erhob sich im Inneren der Burg, im etwas erhöhten, mittleren Teil, und war ein optimaler Beobachtungsposten; er diente dann als Gefängnis für die Sträflinge, die den Hafen bauten und wurde beim Erdbeben von 1862 beschädigt. Während dieses Erdbebens stürzte auch die Kirche ‚‘San Dionisio‘‘ ein.
Unterhalb des „Marchesana“turms gab es einen weiteren, kleineren Turm mit zahlreichen Schießscharten für die Bogenschützen.
Der „Marchesana“turm wurde nach einem Einsturz, der 1873 die westliche Kurtine zerstört hatte, abgerissen.

### Erweiterungen in moderner Zeit

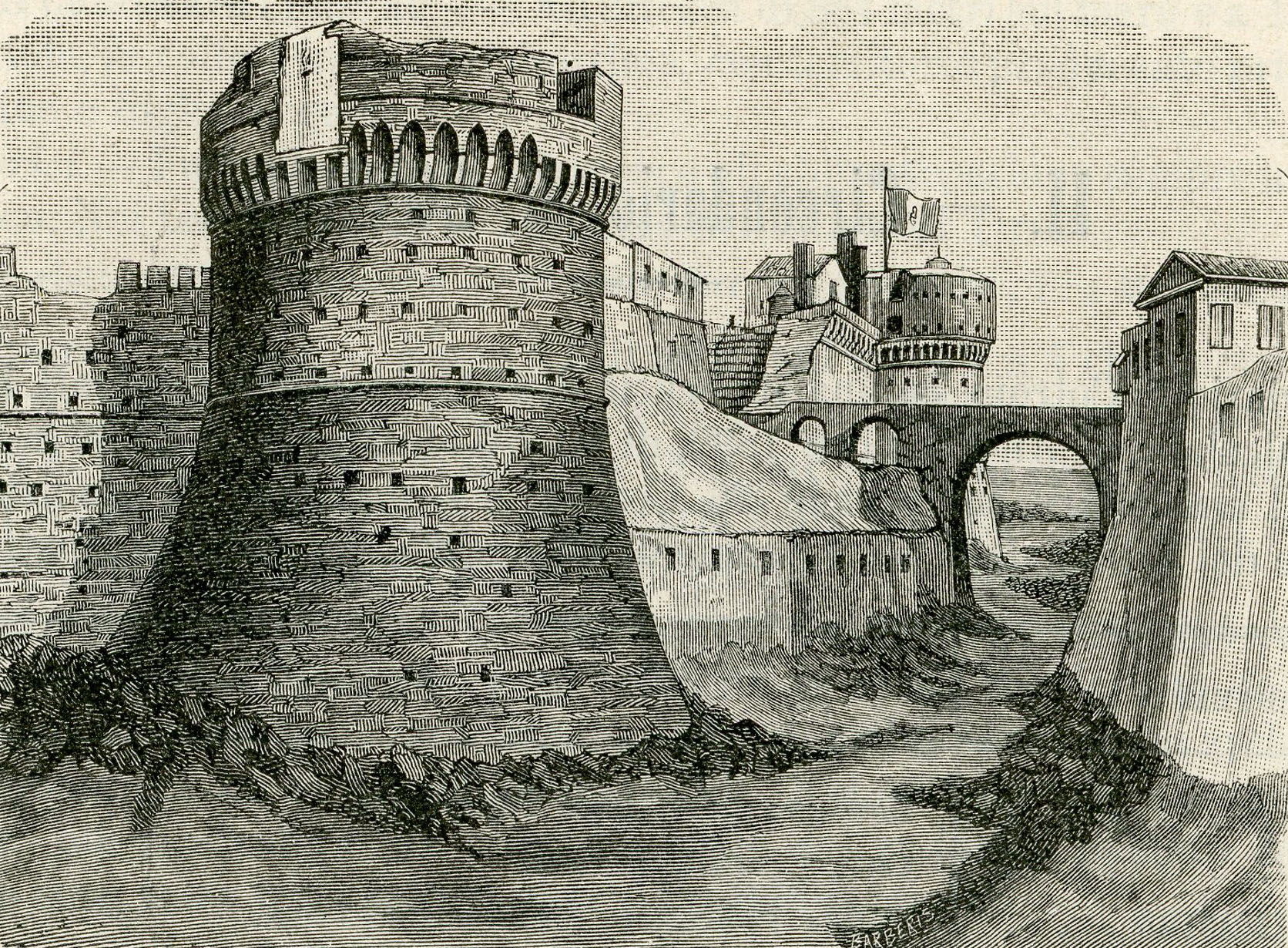
Die Burg auf einer Xylografie aus dem Jahre 1900

Letzte Umbauten und Erweiterungen an der Burg wurden zwischen 17. und dem 19. Jahrhundert vorgenommen: Das Wachgebäude und die Glocke des Burgtors (erste Hälfte des 17. Jahrhunderts), die Glockenkaserne (erste Hälfte des 19. Jahrhunderts).

### Heutiger Zustand
Von den Türmen der Burg sind heute nur noch erhalten:
- der Adjudantenturm.
- der Kommandantenturm.
- die Bastion San Giacomo.
- die Bastion Santa Caterina.

### Restaurierungen und Projekte

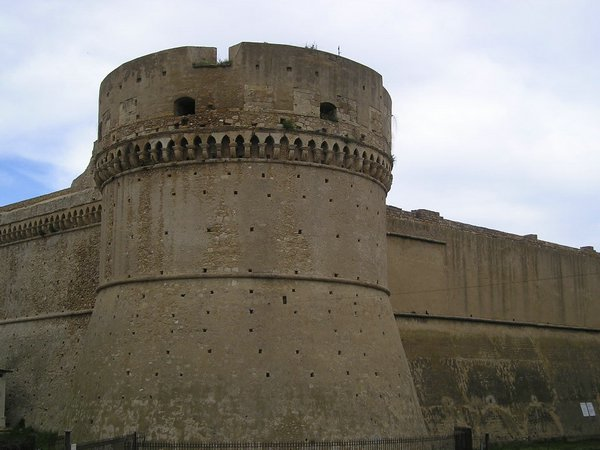
Der Kommandantenturm

Der „Kommandanten“- und der „Adjutanten“turm, in dem sich zeitweise eine Abteilung des Museo Archeologico Nazionale di Crotone mit Fundstücken aus Mittelalter befunden hatte, wurden restauriert. Beide sind in Staatsbesitz. Ebenfalls wurde die Glockenkaserne restauriert.
Das Projekt des Kulturministeriums unter der Leitung von Prof. Marco Dezzi Bardeschi vom Polytechnikum Mailand sieht vor, dass in der Burg ein großes Archäologisches Museum untergebracht werden soll, das Crotone und seinem ausgedehnten, antiken Territorium gewidmet sein soll, ein Museumslager, Restaurierungs-, Erhaltungs-, Konstruktions- und Fotowerkstätten, sowie eine große Fläche für temporäre Ausstellungen und Konferenzen. Das Gebäude der Glockenkaserne soll der Sitz des örtlichen Archäologiebüros der Soprintendenza per i Beni Archeologici della Calabria.